# José Bas Moró
José Bas Moró (Alacant, 1839 - 9 d'octubre de 1925) fou un empresari i polític valencià, germà de Federico Bas Moró. Important membre de la burgesia comercial i agrària alacantina, es va fer ric important bacallà i comprant censos. Fou regidor de l'ajuntament d'Alacant i membre de la Diputació d'Alacant el 1862, 1871, 1874 i 1875. Membre del que després seria Partit Liberal Conservador, fou elegit diputat pel districte d'Alacant a les eleccions generals espanyoles d'abril de 1872, malgrat la impugnació que va fer Eleuterio Maisonnave Cutayar, qui el va vèncer a les eleccions d'agost de 1872.
Després de la restauració borbònica fou nomenat alcalde d'Alacant de 1875 a 1877. Formà part de la comissió per a impulsar la construcció de la línia de ferrocarril entre Alacant i Alcoi.